# Прапор Гродненської області
Прапор Гродненської області затверджений указом президента № 279 від 14 червня 2007 року. Являє собою прямокутне червоне полотнище зі співвідношенням сторін 1:2. У центрі лицьової сторони полотнища розміщене зображення герба області без дубових гілок і їхньої стрічки, що обвиває.